# Berry Berry SINGLES
『Berry Berry SINGLES』（ベリー・ベリー・シングルズ）は、日本の歌手である北出菜奈の初のベスト・アルバム。2007年11月14日発売。発売元はSME Records。

## 概要
DVD付初回生産限定盤と通常盤の2形態で発売。初回生産限定盤はスリーブケース+豪華ブックレット封入。
その当時までの全シングルから収録されているものの、4枚目のシングル（ダブルA面シングル）収録の「七色」、7枚目のシングル（4曲A面シングル）収録の「KISS」「キスを下さい」「KISS or KISS (English Version)」は収録されていない。

## 収録曲
CD
1. 消せない罪
TBS系アニメ『鋼の錬金術師』エンディングテーマ。
2. 撃たれる雨
3. HOLD HEART
4. pureness
5. KISS or KISS
日本テレビ系ドラマ『anego』主題歌。
6. 悲しみのキズ 
ゲーム『鋼の錬金術師』CMソング。
7. Sweet frozen kiss
8. 希望のカケラ
テレビ東京系アニメ『出ましたっ!パワパフガールズZ』オープニングテーマ。
9. アントワネットブルー
テレビ東京系アニメ『D.Gray-man』エンディングテーマ。
10. LOVE YOUR MONEY
デイジー・チェインソーのカバー曲
11. Alice〜潰れたBerry Ver.〜
マーティ・フリードマンによるプロデュースのセルフカバー。
12. 消せない罪〜アイスクリーム天ぷらVer.〜
マーティ・フリードマンによるプロデュースのセルフカバー。

DVD
1. LIVE in Paris!!@JAPAN EXPO
2. Recording with マーティ・フリードマン&ROLLY
3. マーティ・フリードマン&北出菜奈インタビュー